# Vlada Jovanović
Vlada Jovanović (in serbo Влада Јовановић?; Čačak, 4 luglio 1973) è un allenatore di pallacanestro serbo.

## Palmarès
- Campionato serbo: 2

Partizan Belgrado: 2010-11, 2011-12
- Coppa di Serbia: 2

Partizan Belgrado: 2011, 2012
- Campionato bosniaco: 1

Igokea: 2013-14
- Lega Adriatica: 1

Partizan Belgrado: 2010-11